# Andrij Stadnik
Andrij Wolodymyrowytsch Stadnik (ukrainisch Андрій Володимирович Стаднік, russisch Андрей Владимирович Стадник/ Andrei Wladimirowitsch Stadnik; * 15. April 1982 in Chmelnyzkyj, Ukrainische SSR, Sowjetunion) ist ein ukrainischer Ringer. Er gewann bei den Olympischen Spielen 2008 in Peking eine Silbermedaille und wurde 2009 Europameister jeweils im freien Stil im Leichtgewicht.

## Werdegang
Stadnik begann im Alter von 10 Jahren 1992 mit dem Ringen. Sein erster Trainer war sein Vater Wolodymyr Stadnik. Nach einem Studium an der ukrainischen Akademie für Buchdruck trat er als Polizist in die Dienste des ukrainischen Innenministeriums. Er gehört seit dieser Zeit dem Sportclub Spartak/Dynamo Lwow (Lemberg) an und wird dort von Sasa Sasirow und Wiktor Perwachtschuk trainiert. Er ringt ausschließlich im freien Stil.
Als Junior startete er bereits 1999 bei der Weltmeisterschaft in Łódź (Cadets) und kam dort im Federgewicht auf den 7. Platz. Weitaus erfolgreicher war er bei der Junioren-Europameisterschaft (Juniors) 2002 in Tirana, denn dort wurde er im Leichtgewicht Europameister vor Elnur Aslanov aus Aserbaidschan und Mario Wohlfahrt aus Deutschland.
Im Seniorenbereich kam er nach einem 11. Platz bei der Universitäten-Weltmeisterschaft 2004 in Łódź im Jahre 2005 bei der Europameisterschaft in Warna zu seinem ersten Medaillengewinn. Er gewann dort u. a. mit Siegen über Irbek Walentinowitsch Farnijew aus Russland und Peter Engelhardt aus Deutschland die Bronzemedaille im Leichtgewicht. Die gleiche Medaille gewann er auch bei der Weltmeisterschaft 2006 in Guangzhou/Volksrepublik China. Er unterlag dort im Halbfinale dem Georgier Otar Tuschischwili, hatte aber vorher u. a. mit Leonid Spiridonow aus Kasachstan und Machatsch Murtasalijew aus Russland zwei absolute Spitzenringer geschlagen. Die Bronzemedaille gewann er im Kampf gegen den vielfachen Welt- und Europameister Serafim Barzakow aus Bulgarien, den er glatt mit zwei Rundengewinnen und 7:1 techn. Punkten besiegte.
Im Jahre 2007 ging Stadnik bei den internationalen Meisterschaften, was Medaillengewinne angeht, leer aus. Bei der Europameisterschaft in Sofia unterlag er in seinem ersten Kampf gegen den Armenier Schirair Howhannisjan (1:2 Runden und 6:8 techn. Punkte). Da dieser die Endrunde nicht erreichte, schied er aus und belegte nur den 13. Platz. Besser lief es für ihn bei der Weltmeisterschaft 2007 in Baku. Er gewann dort zunächst vier Kämpfe, verlor dann aber gegen Ramazan Şahin aus der Türkei und verpasste mit einer weiteren Niederlage gegen Irbek Farnijew, gegen den er deutlich verlor (0:2 Runden bei 2:10 techn. Punkten), das kleine Finale und erreichte den 5. Platz. Mit dieser Platzierung hatte er sich aber schon einen Startplatz bei den Olympischen Spielen 2008 in Peking gesichert. 
Bei der Europameisterschaft 2008 in Tampere siegte Stadnik im Leichtgewicht gegen Gregor Sarrasin aus der Schweiz und Albert Batirow aus Belarus, verlor dann aber gegen Koba Kakaladse aus Georgien und erneut gegen Schirair Howhannisjan und kam nur auf den 7. Platz. Bei den Olympischen Spielen in Peking war er im Leichtgewicht in weitaus besserer Form. Er besiegte dort Doug Schwab aus den Vereinigten Staaten, Sushil Kumar aus Indien, Albert Batirow und Leonid Spiridonow und stand damit im Finale gegen Ramazan Şahin. Er lieferte diesem einen ausgeglichenen Kampf und unterlag nur knapp mit 1:2 Runden und 5:6 techn. Punkten. Die Silbermedaille war der Lohn für seine guten Leistungen.
Bei der Ende März 2009 in Vilnius ausgetragenen Europameisterschaft gelangen ihm fünf Siege. Im Halbfinale besiegte er dabei seinen Angstgegner Schirair Howhannisjan und im Finale Jabrail Hasanow aus Aserbaidschan und wurde damit Europameister im Leichtgewicht.
Andrij Stadnik ist mit der ukrainisch-aserbaidschanischen Ringerin Mariya Stadnik verheiratet.

## Internationale Erfolge
| Jahr | Platz  | Wettbewerbe                         | Gewichtsklasse | Ergebnisse |
| 1999 | 7.     | Junioren-WM in Łódź                 | Feder          | Sieger: Nikolos Lobschanidse, Georgien vor Amin Dalvand, Iran u. Leonid Pantelei, Moldau                                                                                                   |
| 2002 | 1.     | Junioren-EM in Tirana               | Leicht         | vor Elnur Aslanov, Aserbaidschan u. Mario Wohlfahrt, Deutschland |
| 2004 | 11.    | Universitäts-WM in Łódź             | Leicht         | Sieger: Masoud Vahedi, Iran vor Ruslan Bodisteanu, Moldau u. Adrian Mazan, Polen |
| 2005 | 1.     | Welt-Cup in Taschkent               | Leicht         | vor Hassan Salman Tahmasebi, Iran u. Jared Eric Lawrence, USA |
| 2005 | 1.     | Intern. Turnier in Kiew             | Leicht         | vor Prokop Petrow, Russland, Serghei Şişcov, Moldau u. Jurij Semakin, Ukraine |
| 2005 | 3.     | EM in Warna                         | Leicht         | mit Siegen über Jouni Samuli Rosenloef, Finnland u. Irbek Walentinowitsch Farnijew, Russland, einer Niederlage gegen Elman Asgarow u. einem Sieg über Peter Engelhardt, Deutschland        |
| 2006 | 3.     | WM in Guangzhou/Volksrepublik China | Leicht         | mit Siegen über Takafumi Kojima, Japan, Leonid Spiridonow, Kasachstan u. Machatsch Murtasalijew, Russland u. Niederlagen gegen Otar Tuschischwili, Georgien u. Serafim Barzakow, Bulgarien |
| 2007 | 1.     | Intern. Turnier in Kiew             | Leicht         | vor Albert Batirow, Belarus, Renat Ramasanow, Russland u. Witalij Koslow, Ukraine |
| 2007 | 13.    | EM in Sofia                         | Leicht         | nach einer Niederlage gegen Schirair Howhannisjan, Armenien |
| 2007 | 5.     | WM in Baku                          | Leicht         | mit Siegen über Cristian Nora Rora, Bolivien, Apostolos Taskoudis, Griechenland, Ruslan Bodisteanu u. Sushil Kumar, Indien u. Niederlagen gegen Ramazan Şahin, Türkei u. Irbek Farnijew    |
| 2008 | 7.     | EM in Tampere                       | Leicht         | mit Siegen über Gregor Sarrasin, Schweiz u. Albert Batirow u. Niederlagen gegen Koba Kakaladse, Georgien u. Schirair Howhannisjan                                                          |
| 2008 | 1.     | Golden-Grand-Prix in Baku           | Leicht         | vor Emin Azizov, Aserbaidschan, Schamil Abdulajew, Russland u. Ramazan Abdurachmanow, Aserbaidschan                                                                                        |
| 2008 | Silber | OS in Peking                        | Leicht         | mit Siegen über Doug Schwab, USA, Sushil Kumar, Albert Batirow u. Leonid Spiridonow u. einer Niederlage gegen Ramazan Şahin                                                                |
| 2009 | 1.     | EM in Vilnius                       | Leicht         | mit Siegen über Adam Sobieraj, Polen, Amir Berukow, Russland, Roman Dermenyi, Moldau, Schirair Howhannisjan u. Jabrail Hasanow, Aserbaidschan                                              |

## Erläuterungen
- alle Wettkämpfe im freien Stil
- OS = Olympische Spiele, WM = Weltmeisterschaft, EM = Europameisterschaft
- Leichtgewicht, Gewichtsklasse bis 66 kg Körpergewicht